# Jacob Carstensen
Jacob Frilund Carstensen (Kastrup, 10 de septiembre de 1978) es un deportista danés que compitió en natación.
Ganó dos medallas en el Campeonato Mundial de Natación en Piscina Corta, oro en 1997 y bronce en 2002, y cinco medallas en el Campeonato Europeo de Natación en Piscina Corta entre los años 1998 y 2002.
Participó en tres Juegos Olímpicos de Verano, entre los años 1996 y 2004, ocupando el octavo lugar en Atlanta 1996, en la prueba de 400 m libre.

## Palmarés internacional
| Campeonato Mundial en Piscina Corta | Campeonato Mundial en Piscina Corta | Campeonato Mundial en Piscina Corta | Campeonato Mundial en Piscina Corta |
| Año                                 | Lugar                               | Medalla                             | Prueba                              |
| ----------------------------------- | ----------------------------------- | ----------------------------------- | ----------------------------------- |
| 1997                                | Gotemburgo (Suecia)                 | Medalla de oro                      | 400 m libre                         |
| 2002                                | Moscú (Rusia)                       | Medalla de bronce                   | 400 m estilos                       |
| Campeonato Europeo en Piscina Corta |                                     |                                     |                                     |
| Año                                 | Lugar                               | Medalla                             | Prueba                              |
| 1998                                | Sheffield (Reino Unido)             | Medalla de bronce                   | 200 m libre                         |
| 1998                                | Sheffield (Reino Unido)             | Medalla de bronce                   | 400 m libre                         |
| 2001                                | Amberes (Bélgica)                   | Medalla de bronce                   | 400 m libre                         |
| 2001                                | Amberes (Bélgica)                   | Medalla de bronce                   | 400 m estilos                       |
| 2002                                | Riesa (Alemania)                    | Medalla de plata                    | 400 m estilos                       |